# チャールズ・W・サンダース
チャールズ・W・サンダース (Charles W. Sanders) として言及されることが多い、チャールズ・ウォルトン・サンダース（Charles Walton Sanders、1805年3月24日 - 1889年7月5日）は、多数の教科書、読本の編纂、執筆によって知られた、19世紀半ばのアメリカ合衆国の教育者、著作家。1838年から1860年にかけて、延べ1300万冊を売り上げたとされ、一時期は年間のロイヤリティが3万ドルに達したとも伝えられている。

## 経歴
ニューヨーク州ハーキマー郡ニューポートに生まれ、1814年には家族とともにコートランド郡ホーマーに移り、1837年以降は、終生ニューヨークに住んだ。
1842年に、エリザベス・バーカー (Elizabeth Barker) と結婚し、夫妻の間には2男1女が生まれた。

## 『ユニオン・リーダー』
サンダースが編纂した英語教科書、読本の多くは、「ユニオン・リーダー (Union Reader)」の語を表題に含み、明治時代の日本では「ユニオン読本」、「ユニオンリードル」などと称され、代表的な英語教科書の一つとなった。リーダーは番号順に水準が高くなっていくよう編纂されており、当時の上級学校においては、英語の試験範囲を「ユニオンの第四リーダー程度」などと告知することが一般化していた。また、ユニオン・リーダーを元に、これに日本語訳などを追加した独習本の類も数多く出版された。